# 바덴

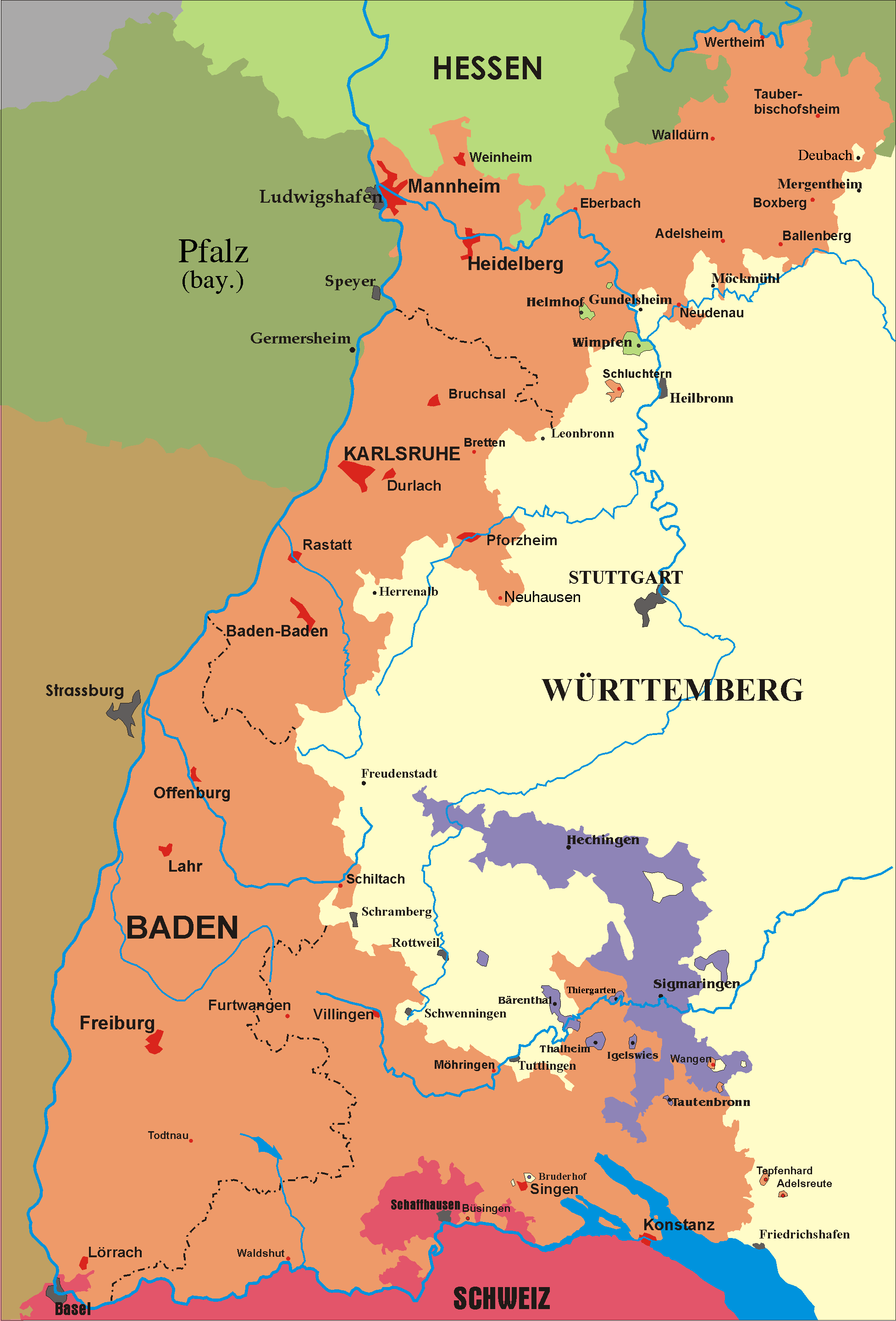
바덴의 영역

바덴의 문장

바덴(Baden)은 독일 서남부의 역사적 지역이다. 뷔르템베르크와 함께 바덴뷔르템베르크주를 형성하고 있다.